# (9938) Kretlow
(9938) Kretlow (1988 KA) – planetoida z pasa głównego asteroid okrążająca Słońce w ciągu 3,13 lat w średniej odległości 2,14 j.a. Odkryta 18 maja 1988 roku.